# Peter Boyle
Peter Lawrence Boyle (ur. 18 października 1935 w Norristown, zm. 12 grudnia 2006 w Nowym Jorku) – amerykański aktor.
Odtwórca roli patriarchy Franka Barone w sitcomie CBS Wszyscy kochają Raymonda (1996–2004), za którą był siedmiokrotnie nominowany do nagrody Emmy i zdobył Nagrodę Gildii Aktorów Ekranowych wraz z obsadą dla najlepszego zespołu w serialu komediowym. Laureat nagrody Emmy za rolę sprzedawcy ubezpieczeń Clyde’a Bruckmana mający zdolności parapsychiczne w odcinku serialu fantastycznonaukowym FOX Z Archiwum X (13 października 1995) – pt. „Ostatni odpoczynek Clyde’a Bruckmana” (Clyde Bruckman’s Final Repose) dla wybitnego gościnnego aktora w serialu dramatycznym.

## Życiorys
Urodził się w Norristown w Pensylwanii jako syn Alice (z domu Lewis) i Francisa Xaviera Boyle’a. Jego ojciec był lokalną osobowością telewizyjną w Filadelfii, który w latach 1951–1963 był gospodarzem programu dla dzieci w lokalnej stacji. Jego dziadkowie ze strony ojca byli irlandzkimi imigrantami, a jego matka była pochodzenia francuskiego, angielskiego, szkockiego i irlandzkiego. Był najmłodszym z trójki dzieci i miał dwie starsze siostry: Alice i Sidney. Przeniósł się z rodziną do pobliskiej Filadelfii. Wychowany w religijnej irlandzkiej rodzinie katolickiej, uczęszczał do katolickiej szkoły średniej im. Franciszka Salezego i dołączył do chrześcijańskich braci zakonnych podczas studiów na Uniwersytecie La Salle w Filadelfii, by kilka lat później opuścić zakon, gdyż uważał, że nie powinien podejmować życia zakonnego. W 1959 wstąpił do United States Navy i rozpoczął naukę w Szkole Oficerskiej, stając się podporucznikiem marynarki; ale wkrótce po przyjęciu do służby doznał załamania nerwowego i został zwolniony ze służby w marynarce wojennej. Studiował pod okiem Uty Hagen w HB Studio.
Wykonywał różne prace dorywcze, w tym jako kelner i bramkarz w barze, co było tym trudniejsze, że w wieku 24 lat utracił włosy i wyłysiał. W 1965 pojawił się w wersji scenicznej Dziwnej pary, a także w reklamach telewizyjnych. W 1961 wystąpił w roli Mikoyana w produkcji off-Broadwayowskiej Cień bohaterów. W 1969 trafił na Broadway w spektaklu Teatr opowieści Paula Sillsa. Debiutował na ekranie wcielając się w nienawistnego, fanatycznego pracownika w kasku, który stał się mordercą w dramacie Johna G. Avildsena Joe (1970) z Susan Sarandon. Wielkim sukcesem okazała się rola monstrum stworzonego przez dr Frankensteina w komedii Mela Brooksa Młody Frankenstein (1974). Olbrzymią popularność wśród szerokiej publiczności przyniosła mu rola w sitcomie Wszyscy kochają Raymonda, na którego planie występował przez blisko 10 lat.
21 października 1977 zawarł związek małżeński z Loraine Alterman, z którą miał dwie córki – Lucy (ur. 10 grudnia 1980) i Amu (ur. 1983).
Zmarł 12 grudnia 2006 w nowojorskim szpitalu na nowotwór układu krwiotwórczego w wieku 71 lat.

## Filmy
- Przyjaciółki (1966)
- Chłodnym okiem (1970) jako kierownik kliniki
- Pamiętnik szalonej gospodyni (1970) jako mężczyzna na terapii
- Joe (1970) jako Joe Curran
- Kandydat (1972) jako Marvin Lucas
- Jego najlepszy numer (1973) jako Eagle Thornberry
- Przyjaciele Eddiego (1973) jako Dillon
- Śliska sprawa (1973) jako Barry Fenaka
- Młody Frankenstein (1974) jako monstrum
- Taksówkarz (1976) jako „Wizard”
- Załoga kapitana Lyncha (1976) jako Lord Durant
- Skok na Brinka (1978) jako Joe McGinnis
- F.I.S.T. (1978) jako Max Graham
- Dwa światy (1979) jako Andy Mast
- Po tragedii Posejdona (1979) jako Frank Mazzetti
- Tam wędrują bizony (1980) jako Oscar Zeta Acosta
- Trapista w Los Angeles (1980) jako dr Sebastian Melmoth
- Odległy ląd (1981) jako Mark Sheppard
- Hammett (1982) jako Jimmy Ryan
- Żółtobrody (1983) jako Moon
- Niebezpieczny Johnny jako Jocko Dundee
- Miłość i pieniądze (1987) jako Jay
- Walker (1987) jako Cornelius Vanderbilt
- Czerwona gorączka (1988) jako komisarz Lou Donnelly
- Drużyna marzeń (1989) jako Jack McDermott
- Wyścig Cannonball III (1989) jako Spiro T. Edsel
- Challenger (1990) jako Roger Boisjoly
- Czcigodni mordercy (1990) jako Matt Duffy
- Solar Crisis (1990) jako Arnold Teague
- Kickboxer 2: Godziny zemsty (1991) jako Justin Maciah
- Malcolm X (1992) jako kpt. Green
- Miesiąc miodowy w Las Vegas (1992) jako wódz Orman
- Royce (1994) jako Huggins
- Cień (1994) jako Moses „Moe” Shrevnitz
- Śnięty Mikołaj (1994) jako pan Whittle, szef Scotta
- Ja cię kocham, a ty śpisz (1995) jako Ox Callaghan
- Zew natury (1995) jako Gus Charnley
- Sprytne kocisko (1997) jako Pa
- Gatunek 2 (1998) jako dr Herman Cromwell
- Dr Dolittle (1998) jako Calloway
- Czekając na wyrok (2001) jako Buck Grotowski
- Pluto Nash (2002) jako Rowland
- Śnięty Mikołaj 2 (2002) jako Ojciec Czas
- Narzeczona dla kota (2002) jako Muta (głos, amerykański dubbing)
- Scooby-Doo 2: Potwory na gigancie (2004) jako Jeremiah Wickles
- Śnięty Mikołaj 3: Uciekający Mikołaj (2006) jako Ojciec Czas
- Wszystkie drogi prowadzą do domu (2008) jako Poovey

## Seriale telewizyjne
- Cagney i Lacey (1982-88) jako Phillip Greenlow (gościnnie, 1988)
- Nowe przygody Supermana (1993-97) jako Bill Church (gościnnie, 1994 i 1995)
- Nowojorscy gliniarze (1993-2005) jako Dan Breen (gościnnie, w 5 odcinkach z 1994)
- Z Archiwum X (1993-2002) jako Clyde Bruckman (gościnnie, Pazdziernik 13 1995)
- Cosby (1996-2000) jako Frank Barone (gościnnie, 1997)
- Diabli nadali (1998-2007) jako Frank Barone (gościnnie, 1998)
- Wszyscy kochają Raymonda (1996-2005) jako Frank Barone